# Chiliomódi (Pátmos)
Chiliomódi (grec moderne : Χιλιομόδι) est une île, ainsi qu'une localité, située dans le dème de Pátmos (el), dans le district régional de Kálymnos, dans la périphérie d'Égée-Méridionale, en Grèce.
Selon le recensement de 2021, la localité ne compte aucun habitant.